# 交流小组
小團體（英語：Communication in small groups）指兩個以上的個體互相影響、互相依賴，以達成目標的組合。當一群由三到二十人所組成的群體，經由溝通互動以形成特定的規範與角色，並會互相依賴、影響以達到共同的目標。所謂的小團體傳播(又稱小團體溝通)是指團體成員互相使用符號表徵的行為，來建立共享意義的全方位傳播過程。
小團體的形成，常常是為了完成某一或某些特定的目標，因此語言符號的使用有助于成員釐清彼此對於目標的認知與意涵，團體成員常會發展出一些故事與奇想來描繪並塑造團體的形象（幻想主題），這樣不僅可以傳遞團體的核心價值與文化（語藝視野），更能夠凝聚共識與團結眾人。
人們加入群體與組織的原因，往往都是人際關係的需求、情感的交流與社會網絡的建立。
人類團體的類型除了有由人際關係的類型和聚集目的分為的初級團體跟次級團體外。另外，也有學者從團體的目標和結構，將團體分為正式團體以及非正式團體。

## 符號表徵
符號表徵的行為凸顯了人類傳播的特質，因為人類是唯一會透過使用符號表徵系統來進行溝通的動物。而這些符號表徵包括了語言文字、非語言以及所有的符碼系統。

### 語言文字
參見語言文字

### 非語言
參見非語言交際

## 全方位傳播
全方位的傳播過程是指在一段時間內進行單向或雙向的傳遞訊息。在小團體溝通的情境中，小組成員可能同時扮演著傳播者與受播者的角色，多方向的、與多層次的傳送與接收訊息。

## 角色
- 角色認同：指成員對於自我角色的認知與定位，可細分為自己的認定、別人的認定與實際扮演的角色等三種概念。
- 角色期望[2]：一個人扮演某種角色時，社會上對該人的行為持有某種標準的期待。
- 角色衝突：個體與他人對於某一個角色的認定與期望有所不同，因而產生角色的衝突，有時角色衝突可能是源自於個體必須同時扮演多重角色而產生的。
- 團體任務角色:完成任務以達成目標。
- 團體維持角色:維持團體氣氛並建立良好的工作關係。

## 語藝視野
由許多幻想主題相互建立起來，產生一個整體可理解的圖像，使得團體中的成員共享某些共同價值的世界觀。

## 幻想主題
為語藝視野分析的最小基本單位，幻想主題並不是憑空想像，或是缺乏事實依據的妄想，而是對真實的詮釋方式。
幻想主題可以是文字或非文字（例如：顏色、圖像、手勢......等）。

## 正式團體
正式團體在於達成組織任務或是集體目標，又可分為指揮團體跟任務團體。

#### 指揮團體
是指在正式的組織之下所設的單位團體，亦即管理學所言在組織圖中所顯現的，因此其成員多屬同一單位且有直屬關係。

#### 任務團體
其成員可能屬於多個不同單位，其工作內容多數皆不是例行性的工作，且往往會持續一段時間，因此許多跨部門的委員會即屬於此類團體。

## 非正式團體
非正式團體是指因鄰近性或是相似性而自然形成的友誼團體和同好團體。